# 시노다촌 (아이치현)
시노다촌(篠田村)은 아이치현 가이토군에 설치되었던 촌이다. 현재의 아마시에 해당한다.